# Gakuen Heaven
Gakuen Heaven (学園ヘヴン?, Gakuen Hevun) è un media franchise originato dal videogioco Gakuen Heaven: Boy's Love Scramble e che si è poi espanso fino a raccogliere un romanzo scritto da Tamami e pubblicato nel 2002, un manga nel 2004, una serie televisiva anime di genere shōnen-ai in 13 episodi nel 2006 e diversi videogiochi.

## Trama

### Videogiochi
Nel gioco originale il giocatore Keita riceve del tutto inaspettatamente una lettera d'ammissione alla famosa Bell-Liberty-Academy (nota anche come BL Academy, da Boys Love-Yaoi); attratto dall'aura di prestigio che circonda l'istituto il ragazzo decide d'accettare.
 Tuttavia, proprio il giorno del suo trasferimento, il ponte metallico che unisce la città con l'Accademia (la quale si trova isolata all'interno d'un'isola artificiale) s'alza senza preavviso facendo precipitare un autobus. Per fortuna di cose nessuno è rimasto ferito gravemente, ma l'incidente misterioso ha destato l'attenzione preoccupata sia del presidente del Consiglio studentesco Tetsuya, così come del capo del reparto contabilità Kaoru.
 Dopo aver spiegato brevemente cosa con molta probabilità abbia provocato il corto circuito dell'ingranaggio del ponte al nuovo arrivato, guidano Keita alla sua nuova classe: qui il ragazzo incontra Kazuki, il quale gentilmente si presta a fargli da cicerone mostrandogli e facendogli visitare in lungo e in largo tutto il campus.
 Qui Keita incontra il resto dei personaggi più importanti del gioco, ovverosia Yukihiko (capitano del Tennis Club), Koji (capitano del Club di Tiro con l'arco), Takuto (presidente del Club artistico) ed infine Shunsuke, un autentico genio del Ciclismo.
 A questi s'aggiungono il vicepresidente del Consiglio studentesco Hideaki, un promettente programmatore informatico di nome Omi, nonché Satoshi.
Obiettivo finale del game è quello di risolvere i misteri che aleggiano sopra la BL Academy e che circondano l'improvviso quanto del tutto inaspettato trasferimento di Keita.
Un sequel del videogame, denominato Okawari, è ambientato tre mesi dopo lo svolgimento dei primi avvenimenti: questa volta a Keita capita di raccogliere un anello maledetto che gli ruba la sua più preziosa abilità, quella della buona sorte. I personaggi sono gli stessi e l'obiettivo è ora quello di trovare il modo per liberare Keita dalla maledizione dell'anello.

### Anime
Keita riceve una lettera d'ammissione dalla BL Academy, una prestigiosa scuola frequentata esclusivamente da maschi. Anche se in un primo momento sembra dubitare alquanto della sua capacità di riuscire ad aver successo all'interno d'un tal istituto (oltretutto come studente sconosciuto che vi si trasferisce nel bel mezzo dell'anno), egli si risolve accettando l'ammissione.
Il ragazzo viene accolto molto affabilmente da Tetsuya, e subito con gran simpatia da tutti i rappresentanti principali della scuola. Ma il primo vero amico di Keita sarà Kazuki, che prende subito il nuovo arrivato sotto la sua personale protezione prendendosi cura di lui, proprio come un buon senpai.
 I due divengono presto una coppia molto ben affiatata (tanto che vengono presto trattati come veri e propri fidanzatini); ma nei giorni in cui Kazuki non si trova per vari motivi non si trova nei paraggi, Keita non ha difficoltà a legare anche con gli altri membri dei vari club sportivi. Inoltre al ragazzo capitano degli strani flashback che lo riportano ai tempi della sua infanzia... si vede giocare con un ragazzetto poco più grande di lui.
 Keita non sembra riuscire a ricordare con precisione chi sia questo giovane che gli appare in memoria, tranne l'esser certo che i due erano allora molto vicini ed in rapporti stretti. Tali ricordi, che appaiono e scompaiono così di punto in bianco, sembrano in ogni caso talmente irrilevanti per la sua vita attuale, che Keita senza esitazione prova a respingerli e scacciarli dalla mente.
 Nel frattempo Kazuki viene coinvolto in una lotta di potere con il vicepresidente del consiglio d'amministrazione: quest'ultimo è chiaramente infastidito dal fatto che l'ex presidente abbia scelto di lasciare la sua poltrona al giovane Kazuki (visto come inesperto ed incompetente) invece che a lui. L'uomo lo crede del tutto incapace di gestire la BL-Academy e tanto meno la Suzubishi Corporation, il gruppo d'imprese che possiede la scuola, oltre a molti altri centri di ricerca scientifica e società.
 Ma Kazuki riesce molto orgogliosamente a respingere gli attacchi del vicepresidente e, a partire dal momento in cui accoglie Keita, intraprende una lotta senza quartiere con il suo vice: questi difatti considera un vero e proprio abuso di potere l'aver voluto ammettere senza alcuna previa discussione quell'alunno privo apparentemente d'una qualsiasi abilità spiccata (o nello studio o nello sport).
Keita viene così ben presto del tutto involontariamente coinvolto in una lotta di potere potenzialmente mortale tra Kazuki ed il suo Vice: il tutto si dovrà risolvere durante la gara/gioco d'abilità annuale denominata MVP Battle. Infatti se la coppia formata da Keita e Kazuki non riuscisse a vincere la gara, quest'ultimo dovrà dimettersi dalla sua carica di presidente e lasciar senza opporsi il posto al suo avversario.

## Personaggi
Keita Ito (伊藤启太?, Ito Keita)
Seiyuu: Jun Fukuyama, Touko Aoyama (bambino)
Verso la metà dell'anno scolastico, ha ricevuto una lettera di ammissione, dal Liberty Bell Academy. Anche se sembra essere un tipo mediocre, senza alcun tipo di abilità speciali, è una persona molto cordiale e amichevole, che ritiene di essere molto fortunato. Sembra aver dimenticato chi Kazuki è veramente.
Tetsuya Niwa (丹羽哲也?, Niwa Tetsuya)
Seiyuu: Katsuyuki Konishi
Nella sua qualità d presidente del consiglio degli studenti, eccelle in quasi tutto, dal mondo accademico a sport ed attività extra, è anche conosciuto come il "Re" incontrastato presso l'Accademia. Ha però un'avversione incontrollata per i gatti.
Kaoru Saionji (西园寺郁?, Saionji Kaoru)
Seiyuu: Hiroshi Kamiya
A capo della Tesoreria scolastica. Straordinariamente bello, condivide la stessa quantità di influenza sugli altri assieme a Tetsuya; conosciuto inoltre come la "Regina" fra gli studenti. Egli è molto forte intellettualmente, ma riesce davvero male in educazione fisica, essendo abbastanza maldestro e poco abile.
Kazuki Endo/Suzubishi (远藤和希?, Endo Kazuki)
Seiyuu: Takahiro Sakurai, Ayumi Tsunematsu (bambino)
Compagno di scuola Keita e suo primo vero amico alla BL Academy, è anche il più carino di tutti. Sembra condurre una doppia vita, infatti è sia uno studente della BL Academy che il preside; il nonno di Endo, l'ex-preside Suzubishi, ha lasciato difatti a lui a suo tempo il proprio posto. Il contegno innocuo e perennemente amichevole di Endo non tradiscono il fatto che egli è anche un dirigente eccellente. Fa parte poi del club di artigianato della scuola come copertura per nascondere la sua seconda attività: è in realtà amico d'infanzia di Keita a cui aveva promesso che in futuro sarebbero stati sempre assieme.
Hideaki Nakajima (中嶋英明?, Nakajima Hideaki)
Seiyuu: Toshiyuki Morikawa
Vice presidente del consiglio degli studenti. Sembra essere arcigno con la maggior parte degli studenti, e di solito può essere trovato in sala computer mentre sta cercando di 'hackerare' i registri della Tesoreria della scuola, con grande dispiacere di Omi.
Omi Shichijo (七条臣?, Shichijō Omi)
Seiyuu: Tomohiro Tsuboi
Amico di Kaoru fin dall'infanzia, è una persona che sorride sempre. Egli ha un grande talento con il computer e può anche essere estremamente pericoloso quando vuole: attualmente aiuta il compagno alla Tesoreria. Hideaki si riferisce spesso a lui utilizzando l'epiteto "quel cane" o "cane della Tesoreria". Gli piace mangiare dolci come il cioccolato.
Yukihiko Naruse (成瀬由紀彦?, Naruse Yukihiko)
Seiyuu: Shin'ichirō Miki
Capitano del club di tennis a scuola. Prende una cotta immediata nei confronti di Keita e lo chiama "Honey". Un po' "svagato" e con la testa tra le nuvole a volte, è subito molto affezionato al nuovo arrivato e prova sempre a chiedergli un appuntamento romantico.
Koji Shinomiya (筱宫纮司?, Shinomiya Kōji)
Seiyuu: Ryōtarō Okiayu
Capitano del club di tiro con l'arco. È molto responsabile, una grande figura di fratello. Ricopre anche la posizione del Capo Dormitorio. Ha un fratello più piccolo che ha problemi cardiaci. Egli è molto stretto con Takuto Iwai.
Takuto Iwai (岩井卓人?, Iwai Takuto)
Seiyuu: Hirofumi Nojima
Presidente del club d'arte, è un vero e proprio genio in questa materia. Parla in modo molto dolce e pacato ed è umile e modesto circa le sue vere capacità come artista. Ha un rapporto molto stretto con Koji.
Shunsuke Taki (滝俊介?, Taki Shunsuke)
Seiyuu: Kenichi Suzumura
Un ciclista superbo che si è classificato terzo nel torneo nazionale. Più basso rispetto ai ragazzi della sua età, è caratterizzato dal suo dialetto del Kansai. Taki fa anche il lavoro di consegna 'freelance' per la maggior parte del corpo studentesco.
Satoshi Umino (海野聡?, Umino Satoshi)
Seiyuu: Tomoko Kawakami
Anche se è il personaggio più anziano, risulta essere il più giovane in termini di aspetto esteriore: si rivelerà estremamente utile alla ricerca, ma riesce a malapena a prendersi cura di se stesso in quanto piuttosto distratto. Egli è sia un insegnante sia ricercatore per la Liberty Bell; molto forte fisicamente, probabilmente perché porta costantemente in braccio un gatto sovrappeso.
Kakeru e Wataru Ozawa
Seiyuu: Ken Takeuchi (Kakeru Ozawa) e Takahiro Mizushima (Wataru Ozawa)
I gemelli non sono mai visti separati e si vedono aggirarsi spesso furtivamente intorno ai protagonisti; si vengono a trovare sempre in difficoltà e debbon esser aiutati da Keita. In quanto campioni di tennis sono anche soprannominati il "terribile duo". Più tardi i gemelli sembrano diventare più benevoli nei confronti di Keita, ma fino alla fine rifiuteranno recisamente d'ammetterlo.
Jin Matsuoka (松冈迅?, Matsuoka Jin)
Seiyuu: Ken Narita
L'infermiere della scuola nonché mentore ed ex tutore di Kazuki, i due sono molto vicini sentimentalmente. Si rivela in seguito che ha frequentato la Liberty Bell stessa con il suo amico, Hiroya Yoshizumi, al quale era molto vicino. Ha un oscuro segreto e userà tutti i mezzi per compiere il suo piano.
Hiroya Yoshizumi
Seiyuu: Daisuke Kirii
Amico d'infanzia di Jin, hanno studiato assieme alla Liberty Bell: entrò alla facoltà di medicina come l'amico del cuore, ma ha contratto il virus "X7" ed è attualmente ricoverato in ospedale.

## Episodi
| Nº | Giapponese 「Kanji」 - Rōmaji                           | In onda        | In onda |
| Nº | Giapponese 「Kanji」 - Rōmaji                           | Giapponese     |         |
| 1  | 「季節はずれの転校生」 - Kisetsu hazure no tenkōsei     | 1º aprile 2006 |         |
| 2  | 「たどりついたヘヴン」 - Tadoritsuita Hevun             | 8 aprile 2006  |         |
| 3  | 「巡る手紙、揺れる想い」 - Meguru tegami, yureru omoi   | 15 aprile 2006 |         |
| 4  | 「湯煙！波乱の歓迎大会」 - Yukemuri! Haran no kangeikai | 22 aprile 2006 |         |
| 5  | 「ヘヴンズ・ドア」 - Hevenzu Doa                        | 29 aprile 2006 |         |
| 6  | 「デート日和」 - Dēto biyori                            | 6 maggio 2006  |         |
| 7  | 「不安の在処」 - Fuan no arika                          | 13 maggio 2006 |         |
| 8  | 「ＭＶＰ戦前夜」 - MVP senzen ya                        | 20 maggio 2006 |         |
| 9  | 「鋼の花」 - Hagane no hana                             | 27 maggio 2006 |         |
| 10 | 「記憶の鍵」 - Kioku no kagi                            | 3 giugno 2006  |         |
| 11 | 「明かされた真実」 - Akasareta shinjitsu                | 10 giugno 2006 |         |
| 12 | 「風に折れない花」 - Kaze ni orenai hana                | 17 giugno 2006 |         |
| 13 | 「約束」 - Yakusoku                                     | 24 giugno 2006 |         |